# Chlorargyrit
Chlorargyrit (auch Chlorsilber) ist ein häufig vorkommendes Mineral aus der Mineralklasse der „Halogenide“ mit der chemischen Zusammensetzung AgCl und ist damit chemisch gesehen Silberchlorid.
Chlorargyrit kristallisiert im kubischen Kristallsystem, entwickelt aber nur selten kleine, kubische Kristalle und Kombinationen sowie Zwillinge nach der Oktaeder-Fläche. Meist findet er sich in Form massiger Mineral-Aggregate oder krustiger Überzüge. In reiner Form ist das Mineral farblos und durchsichtig. Durch Fremdbeimengungen nimmt es jedoch oft eine hellgelbe bis graugelbe Farbe mit einem Stich ins Violette, Bräunliche oder Bräunlichgrüne an, wobei die Transparenz entsprechend abnimmt. Seine Strichfarbe ist jedoch immer weiß bis perlgrau. In frischem Zustand weist Chlorargyrit einen fett- bis diamantähnlichen Glanz auf, der allerdings durch Verwitterung allmählich matt wird.
Mit einer Mohshärte von 1,5 bis 2 gehört Chlorargyrit ähnlich wie die Referenzminerale Talk (1) und Gips (2) zu den weichen Mineralen, die sich mit dem Fingernagel ritzen lassen.

## Etymologie und Geschichte
Bekannt war Chlorargyrit bereits im 16. Jahrhundert als Hornsilber, Silberhornerz oder kurz Hornerz, da es meist fettgetränktem und damit durchsichtig gewordenem Horn ähnelte. Eine erste Erwähnung ohne nähere Beschreibung findet sich in den Werken von Georgius Agricola 1530 (Bermannus, sive de re metallica) und seinem Hauptwerk 1546 (De Natura Fossilium), wo das Mineral den Silbererzen mit der Bezeichnung Argentum rude purpureum bzw. Argentum rude jecoris coloris (leberfarbenes Silbererz) zugeordnet ist.
Eine genauere Beschreibung des Minerals ist erst durch Johannes Mathesius und seine Bergpredigten, die er zwischen 1552 und 1562 verfasste, überliefert:

„„Auffm Marienberg ist hornfarb silber gebrochen / welches durchsichtig ist / vnnd schmiltzt vber eim liecht. Im fewer aber wirdt einerley weyß silber drauß / on das von einem gang geschmeydiger silber wirdt / denn vom andern.““

sowie

„„Glaßertz aber vnd gediegen weyß silber / vnd das was man newlicher zeyt auff Marienberg gehawen / ist durch sichtig wie ein horn in einer Latern / vnd schmiltzt vberm liecht / das gibt was es geben sol.““

weisen hier auf ein durchsichtiges, hornfarbiges Silbererz vom Marienberg im Erzgebirge hin, das sich den Eigenschaften nach dem Chlorargyrit zuordnen lässt.
Eine weitere eindeutige Beschreibung des Chlorargyrits liefern 1565 Johannes Kentmann und Georg Fabricius, im von Conrad Gessner herausgegebenen Sammelband De omni rerum fossilium genere, die das Mineral ebenfalls als „durchsichtig hornfarbs gediegen silber“ (Argentum, Flavi coloris, Cornupellucido simile) bzw. „Läberfarben ertz“ (Argentum iecoris colore) von Marienberg im Erzgebirge umschreiben. Dieser Fundort gilt daher auch als Typlokalität.
In späteren Quellen findet sich Chlorargyrit unter verschiedenen Synonymen, so als Hornerz (Werner, 1789), Hornsilber (Hausmann, 1813) und Silberhornerz (Leonhard, 1821) sowie unter dessen griechischen Ableitungen κέρας [kéras] für Horn und ἄργυρος [argyros] für Silber als Kérargyre (Beudant, 1832), Kerat (Haidinger, 1845), Kerargyrite und Cerargyrite (Dana, 1855 und 1868).
Die bis heute gültige Bezeichnung des Minerals als Chlorargyrit in Anlehnung an seine Zusammensetzung, dem Chlor einerseits und dem griechischen Wort für Silber (argyros) andererseits erhielt es schließlich 1875 durch Albin Weisbach, wobei durch Carl Friedrich Naumann 1828 mit Chlorsilber auch noch eine rein deutsche Bezeichnung bekannt war.

## Klassifikation

Chlorsilber in den Senckenberg Naturhistorischen Sammlungen Dresden

Bereits in der veralteten 8. Auflage der Mineralsystematik nach Strunz gehörte der Chlorargyrit zur Mineralklasse der „Halogenide“ und dort zur Abteilung der „Einfachen Halogenide“, wo er zusammen mit Bromargyrit, Carobbiit, Halit, Sylvin und Villiaumit die „Halit-Reihe“ mit der System-Nr. III/A.02 bildete.
Im zuletzt 2018 überarbeiteten und aktualisierten Lapis-Mineralienverzeichnis nach Stefan Weiß, das sich aus Rücksicht auf private Sammler und institutionelle Sammlungen noch nach dieser klassischen Systematik von Karl Hugo Strunz richtet, erhielt das Mineral die System- und Mineral-Nr. III/A.02-50, was in der „Lapis-Systematik“ der ebenfalls der Abteilung „Einfache Halogenide“ entspricht. Hier bildet er zusammen mit Bromargyrit, Carobbiit, Griceit, Halit, Sylvin und Villiaumit eine gemeinsame, aber unbenannte Gruppe bildet.
Die seit 2001 gültige und von der International Mineralogical Association (IMA) verwendete 9. Auflage der Strunzschen Mineralsystematik ordnet den Chlorargyrit dagegen in die bereits feiner unterteilte Abteilung der „Einfachen Halogenide ohne H2O“ ein. Diese ist zudem weiter unterteilt nach dem Stoffmengenverhältnis von Metall (M) zu Halogen (X), so dass das Mineral entsprechend seiner Zusammensetzung in der Unterabteilung „M : X = 1 : 1 und 2 : 3“ zu finden ist, wo es nur noch zusammen mit Bromargyrit die „Chlorargyritgruppe“ mit der System-Nr. 3.AA.15 bildet.
Auch die vorwiegend im englischen Sprachraum gebräuchliche Systematik der Minerale nach Dana ordnet den Chlorargyrit in die Klasse und gleichnamige Abteilung der „Halogenide“ ein. Hier ist er zusammen mit Embolit und Bromargyrit in der „Embolitgruppe“ mit der System-Nr. 09.01.04 innerhalb der Unterabteilung „Wasserfreie und wasserhaltige Halogenide mit der Formel AX“ zu finden.

## Chemismus
Die ideale, theoretische Zusammensetzung von Chlorargyrit (AgCl) besteht aus 75,26 Gew.-% Silber (Ag) und 24,74 Gew.-% Chlor (Cl).
Da Chlorargyrit eine lückenlose Mischkristallreihe mit Bromargyrit (AgBr) bildet, ist bei natürlichen Chlorargyritproben gelegentlich ein Teil des Chlors durch Brom ersetzt (substituiert). So wurden beispielsweise in Proben aus Broken Hill in Australien Bromgehalte von bis zu 15,85 Gew.-% gemessen. Daneben fanden sich in verschiedenen Proben noch geringe Fremdbeimengungen von Iod (I) sowie Quecksilber (Hg) und Natrium (Na).

## Kristallstruktur

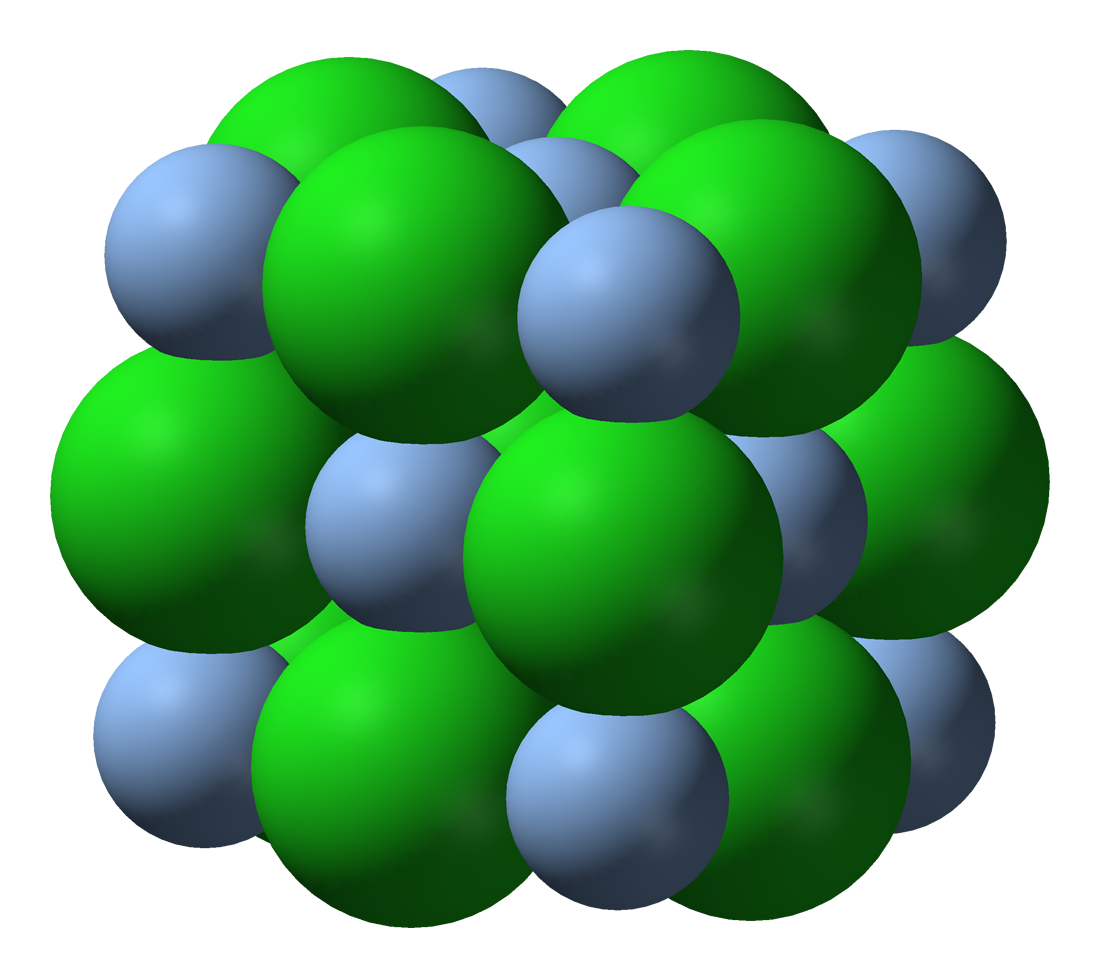
Kristallstruktur von Chlorargyrit (Silberchlorid) als "Space-filled-Modell"; blau= Silber, grün= Chlor

Chlorargyrit kristallisiert isotyp mit Bromargyrit im kubischen Kristallsystem in der Raumgruppe Fm3m (Raumgruppen-Nr. 225) mit dem Gitterparameter a = 5,55 Å sowie 4 Formeleinheiten pro Elementarzelle.
Die Kristallstruktur von Chlorargyrit entspricht der Natriumchlorid-Struktur (Halitstruktur), nur dass in der Elementarzelle die Natriumionen durch Silberionen ersetzt sind.

## Eigenschaften

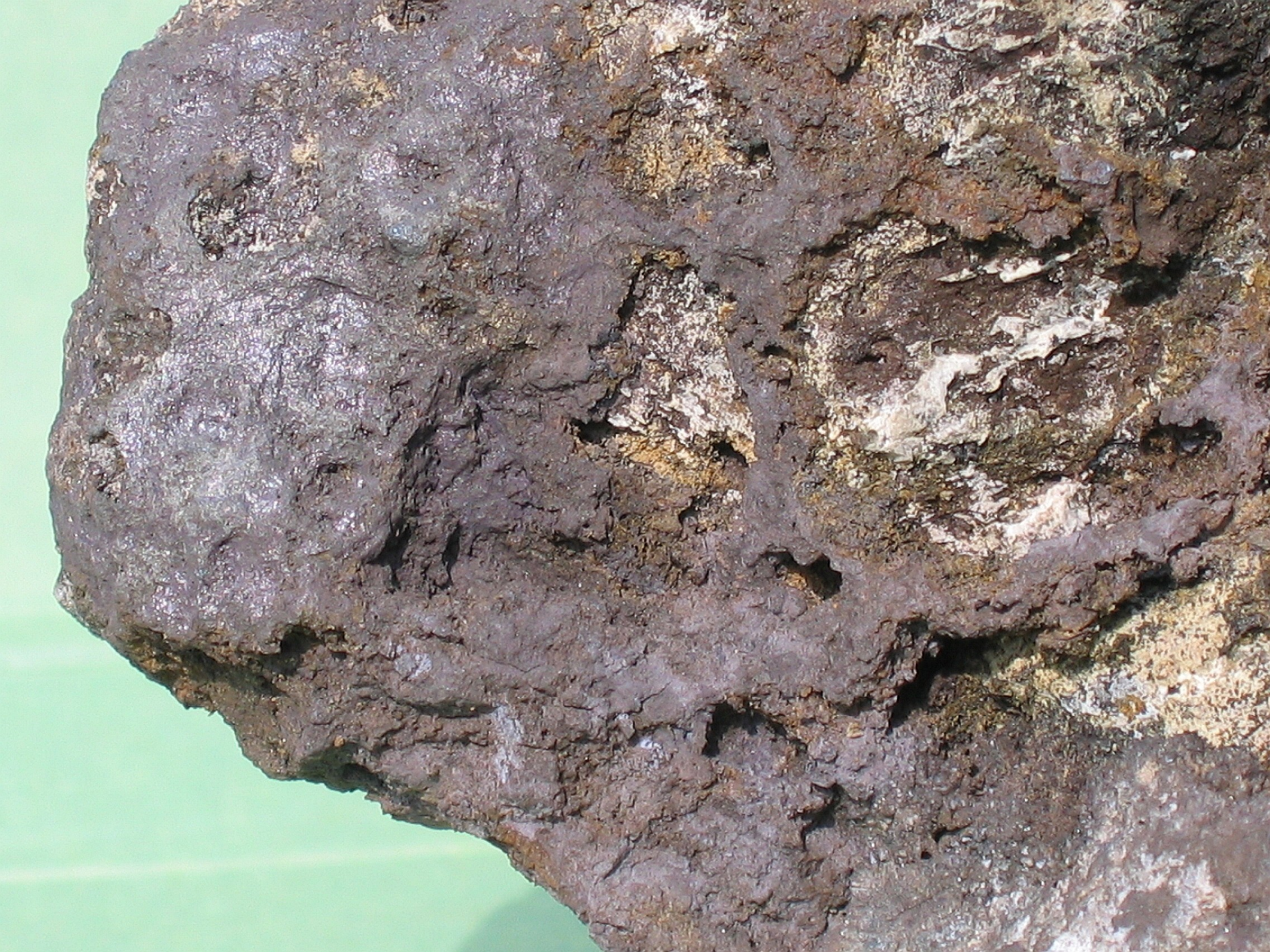
Chlorargyritstufe, Varietät "Buttermilcherz" in eingetrocknetem Zustand und grau-blau verfärbt, Detailausschnitt (Gesamtgröße der Stufe: 17 cm × 14 cm)

### Morphologie
Chlorargyrit bildet gewöhnlich derbe, hornartige Massen und krustige Überzüge aus. Bekannt sind auch die als Buttermilcherz bezeichneten, wachsartigen Fließmassen. Seltener findet er sich in Form stalaktitischer bzw. korallenähnlicher oder auch faseriger Aggregate.
Gut ausgebildete Kristalle sind sehr selten und meist nur wenige Millimeter groß. Häufige kubische Formen sind Würfel {100}, Oktaeder {111} und Rhombendodekaeder {110} sowie deren Kombinationen. Auch Zwillinge nach der Oktaeder-Fläche (111) sind bekannt.

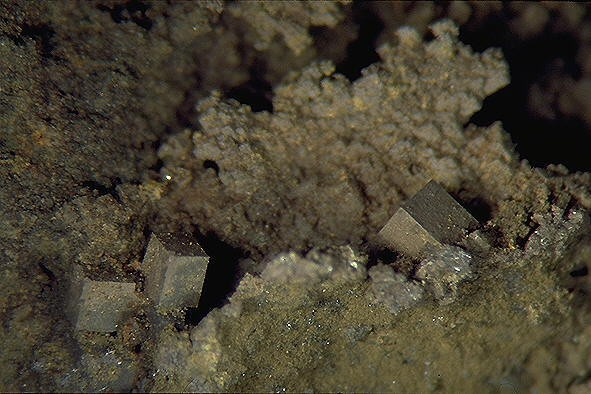
Drei perfekte Chlorargyritwürfel {100}
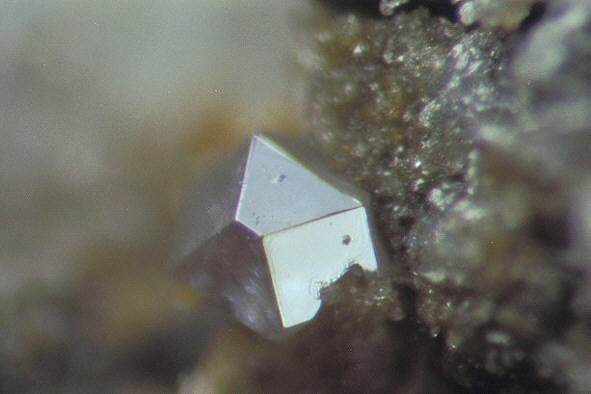
Kuboktaeder Kombination aus {100} und {111}
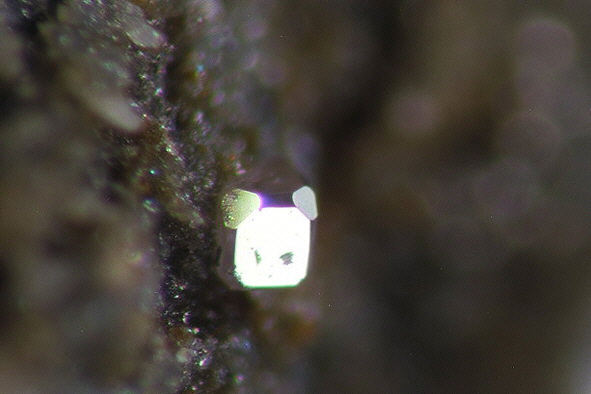
Kombination aus {111}, {100} und {110}

Mit assoziierten Schichtsilikaten kann Chlorargyrit lockere, blau- bis braungrau gefärbte Gemenge bilden, die im bergfeuchten Zustand eine weiche, halbflüssige Konsistenz hat und daher schon in der Bergmannssprache des 17. Jahrhunderts als Buttermilcherz bezeichnet wurde. Das Buttermilcherz wurde, aus Gängen und Drusen fließend, von den Bergleuten aufgefangen, im Hüttenfeuer zu feinem Silber reduziert. Nach einiger Zeit an der Luft wurde es allerdings auch von alleine hart.

### Chemische Eigenschaften
Chlorargyrit ist lichtempfindlich und verfärbt sich durch die Bildung von elementarem Silber zunächst grau und dessen Verwitterungsprodukt Silbersulfid (Ag2S) schließlich braun bis schwarz.
Vor dem Lötrohr schmilzt Chlorargyrit leicht (ca. 450–500 °C) unter Aufsieden zu einer grauen, braunen oder schwarzen Perle und kann leicht zu elementarem Silber reduziert werden. Von Säuren wird er so gut wie nicht angegriffen, in Ammoniak (NH3) löst er sich dagegen allmählich. Unter Einwirkung von Kaliumcyanidlauge (KCN) bildet sich auf Chlorargyrit schnell ein rötlichbrauner Beschlag, der abgewaschen eine dunkle Ätzfläche hinterlässt.

## Modifikationen und Varietäten
Als Embolit (Ag(Br,Cl)) werden die Mischkristalle der Reihe Chlorargyrit–Bromargyrit und als Jodobromit (Ag(Br,Cl,I)) die Mischkristalle der Reihe Chlorargyrit–Bromargyrit-Jodargyrit bezeichnet.

## Bildung und Fundorte

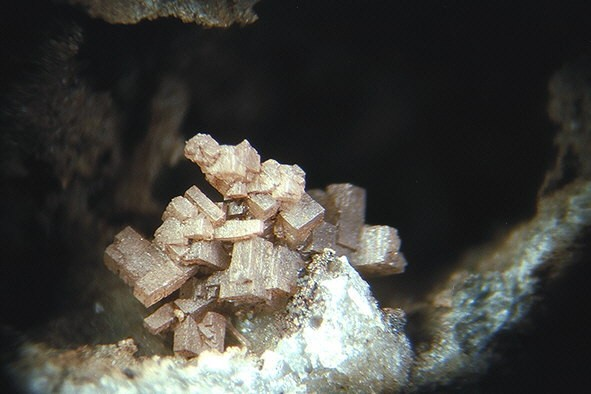
Gruppe aus frei gewachsenen Chlorargyritkristallen in einer Quarz-Druse aus der Grube „Theuerdank“, Sankt Andreasberg, Niedersachsen (Objektbreite: 5 mm)

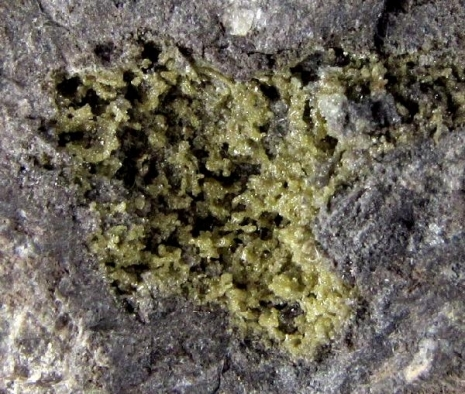
Chlorargyrit (grünlich) und Galenit auf Cerussit aus der Oriziba Mine bei Tat Momoli, Casa Grande, Pinal County, Arizona, USA (Gesamtgröße der Stufe: 5,7 × 4,0 × 3,0 cm)

Chlorargyrit bildet sich als Sekundärmineral in der Oxidationszone von hydrothermalen Silber-Lagerstätten sowie unter ariden Klimabedingungen in Verwitterungslagerstätten des Red Bed Typs. Als Begleitminerale treten neben gediegen Silber unter anderem noch Akanthit, Atacamit, Cerussit, Jarosit, Jodargyrit und Malachit auf.
Als häufige Mineralbildung konnte Chlorargyrit bereits an vielen Fundorten nachgewiesen werden, wobei bisher (Stand: 2019) mehr als 1600 Fundorte als bekannt gelten. Neben seiner Typlokalität Marienberg trat das Mineral noch an vielen weiteren Orten in Sachsen auf, so unter anderem in der Grube „Himmlisch Heer“ bei Cunersdorf (Annaberg-Buchholz), im Bezirk Freiberg, bei Johanngeorgenstadt, Neustädtel (Schneeberg) und im Kreis Schwarzenberg. Des Weiteren fand es sich in Deutschland noch an mehreren Orten im Schwarzwald (Baden-Württemberg), Odenwald (Hessen), bei Sankt Andreasberg im Harz (Niedersachsen), am Königsberg in Rheinland-Pfalz.
Der einzige gesicherte Fundort in Österreich ist der Stockerstollen am Silberberg nahe Brixlegg-Rattenberg in Tirol. Ein weiterer Fund in der „Hocheck Mine“ bei Annaberg in Niederösterreich konnte bisher nicht bestätigt werden.
Weitere Fundorte liegen unter anderem in Argentinien, Australien, Bolivien, Chile, China, Frankreich, Griechenland, Honduras, Italien, Japan, Kanada, Kasachstan, Madagaskar, Marokko, Mexiko, Namibia, Neuseeland, Norwegen, Portugal, Russland, Slowakei, Spanien, Südafrika, Tadschikistan, Tschechien, Ungarn, Peru, im Vereinigten Königreich (Großbritannien) und in den Vereinigten Staaten von Amerika (USA).

## Verwendung
Chlorargyrit besteht aus bis zu 75,3 % Silber und war damit bei lokaler Anhäufung ein wichtiges Silbererz. Da die Reicherzzonen von silberhaltigen Lagerstätten in der Regel abgebaut sind, ist natürlicher Chlorargyrit heute seltener zu finden. Eine bedeutende Erzlagerstätte für Silber, Blei und Zink ist allerdings nach wie vor die Broken-Hill-Mine in Australien, die 2018 wiedereröffnet wurde.